# Herbert Neseker
Herbert Neseker (* 12. März 1929 in Münster; † 7. Januar 2015 in Lienen) war ein deutscher Jurist. Von 1979 bis 1991 war er Direktor des Landschaftsverbandes Westfalen-Lippe (LWL).

## Leben
Neseker studierte Jura, nach dem Referendariat trat er 1958 als Jurist in die Dienste des Landschaftsverbandes Westfalen-Lippe. Am 1. Mai 1966 wurde er zum Landesrat für die Abteilungen Sozialhilfe und Sonderschulen ernannt. 1971 wechselte Neseker in die Landespolitik und wurde Ministerialdirigent im Ministerium für Arbeit, Gesundheit und Soziales des Landes Nordrhein-Westfalen. Drei Jahre später wurde er von LWL zum Landesrat der Haupt- und Personalabteilung gewählt und kehrte am 1. April 1974 nach Münster zurück. Am 1. April 1979 wurde er nach erfolgter Wahl durch die Landschaftsversammlung als Nachfolger von Walter Hoffmann zum Direktor des Landschaftsverbandes ernannt. Dieses Amt übte er bis zum 31. März 1991 aus, sein Nachfolger wurde Manfred Scholle.
Während seiner Tätigkeit als Direktor des Landschaftsverbandes setzte er sich besonders für die Förderung der regionalen Identität ein. Im Sozialbereich engagierte er sich für die Einführung der Pflegeversicherung und die Reform der Psychiatrie, die sich in dieser Zeit vom früheren Anstaltswesen entfernte. Es entstand eine dezentrale, regional verankerte psychiatrische Versorgung, die aus stationären, teilstationären sowie ambulanten Elementen besteht. Das neue Konzept war stärker auf die individuellen Bedürfnisse der Patienten zugeschnitten, damit wurden wichtige Grundsteine für die Integration von Behinderten gelegt. Während Nesekers Amtszeit entstanden das Naturkundemuseum des Landschaftsverbandes in Münster sowie das Industriemuseum mit acht Standorten.
Neseker vertrat den Landschaftsverband in zahlreichen Gremien und wichtigen Beteiligungsunternehmen. Herbert Neseker war zwölf Jahre Vorsitzender des Westfälischen Heimatbundes, später Ehrenvorsitzender. Von 1993 bis 2002 war er Präsident der NRW-Stiftung für Naturschutz, Heimat- und Kulturpflege. Für seine Verdienste erhielt Neseker 1991 den NRW-Landesorden, die Paulus-Plakette der Stadt Münster und im Jahr 2001 das Große Bundesverdienstkreuz.